# Gložan

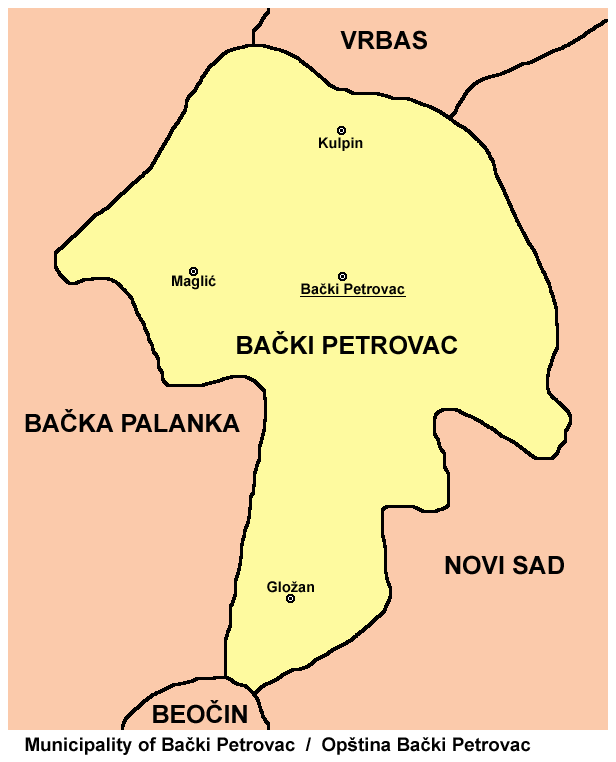
Gložan na mapě opštiny Bački Petrovac

Gložan (v srbské cyrilici Гложан, slovensky Hložany, maďarsky Dunagálos) je vesnice v srbské Vojvodině, administrativní patřící do Báčského Petrovce, na silničním tahu Novi Sad - Ilok.
Je známá vysokým podílem slovenského obyvatelstva; v roce 2002 podle sčítání lidu bylo 1985 obyvatel z 2283 celkem slovenské národnosti.

## Dějiny

### Římské osídlení
Gložan poprvé vstoupil do dějin již v období římského císaře Diokleciána, který v roce 284 v blízkosti dnešní osady na pobřeží Dunaje vybudoval pevnost Onagrinum.

### Osada
Přesný údaj o vzniku obce není znám, v roce 1553 jsou uvedeny v tureckých daňových údajích jako Galožan. V té době zde bylo 16 domů, z nichž přesná polovina platila daň. Z dalšího daňového soupisu v roce 1690 jsou připomínány jako vesnice, resp. Obydlená pustina. Od roku 1703 patřily futošskému panství. V roce 1733 se během druhého stěhování Srbů do osady přistěhovali první srbské rodiny. V roce 1745 byly stále pustinou, neboť obec nepředstavovala kompaktní sídlo, ale spíše roztroušené osady.
Příchod evangelických Slováků do Gložan byl ovlivněn usazením jejich krajanů v sousedním Báčském Petrovci v roce 1745.
3. května 1759 spolumajitelé futošského panství Pavle a Simon Čarnojevićovci uzavřeli smlouvu se svou novoosídlenou vesnicí Gložan. Ty v dalším období nabývaly charakter slovenské vesnice, neboť část Srbů odešla a Slováků přibývalo spolu s příchodem nových osadníků, kteří postupně kolonizovali spolu s dalšími národnostmi (Němci, Rumuni, Maďaři, Srbové, Ukrajinci, Češi...) oblast dnešní Vojvodiny.
V létě 1803 osadu postihla prudká vichřice, v roce 1805 tuhé mrazy, v roce 1808 ledovec, 1809 zemětřesení. Zároveň často probíhaly i povodně (rozvodnění nedalekého Dunaje), sucha, požáry a výskyt cholery, která se objevila v letech 1831, 1849 a 1873. Pro tyto nehostinné podmínky mnozí odcházeli do jiných osad za lepším životem.
Prvním učitelem v osadě byl Jozef Svoboda (vyučoval v letech 1770-1786). První evangelický kněz Juraj Rohon do Gložen přišel v roce 1803, působil zde až do roku 1831.
Národní hnutí v Gložanech se naplno projevilo v druhé polovině 19. A začátkem 20. století během voleb v letech 1869 a 1905.
Po rozpadu Rakousko-Uherska se Gložan ocitl na území nově vytvořeného Království Srbů, Chorvatů a Slovinců, které se později přejmenovalo na Jugoslávii. Část obyvatel se po vzniku Československa rozhodla vrátit zpět na Slovensko.

## Současnost
Slovenské obyvatelstvo si dodnes zachovává jazyk i folklórní zvyky svých předků. Mnozí mladí studují na gymnáziu v Báčském Petrovci. Existuje zde rozvinuté zemědělství, pěstují se zejména rajče jedlé, ale i okrasné květiny, kterým se dobře daří na úrodném pobřeží Dunaje (známé jsou tzv.. Gložanské skleníky).[zdroj?]

## Obyvatelstvo
Počet obyvatel obce neustále mírně klesá, především v souvislosti se stěhováním obyvatel do větších měst, jakými jsou například Novi Sad, či Bělehrad.
- 1961: 2 839
- 1971: 2 682
- 1981: 2 569
- 1991: 2 491